# 仙台高等検察庁秋田支部
仙台高等検察庁秋田支部（せんだいこうとうけんさつちょうあきたしぶ）は、秋田県秋田市にある仙台高等検察庁の支部。略称は、仙台高検秋田支部（せんだいこうけんあきたしぶ）。

## 概説
仙台高等検察庁秋田支部は、秋田県秋田市にある日本の仙台高等検察庁の支部である。東北地方の日本海沿岸地域にあたる青森県・津軽地方、秋田県全域、山形県・庄内地方を管轄している。
なお、仙台高等検察庁本庁は、秋田支部の管轄域以外の東北地方を管轄している。

## 所在地
秋田県秋田市山王7丁目1-2 秋田地方法務合同庁舎

## 管轄区域
秋田県、山形県（地検鶴岡、酒田支部地域）、青森県（地検弘前、五所川原支部地域）。